# Аштарак
Аштара́к (арм. Աշտարակо файле, букв переводится как башня) — город в Армении, административный центр Арагацотнской области.

## География
Расположен на правом, высоком берегу реки Касах в 20 км к северо-западу от Еревана. Город лежит на пересечении дорог, соединяющих три крупнейших города страны — Ереван, Гюмри и Ванадзор.
В 2 км северо-восточнее Аштарака расположен научный городок Гитаван. У города есть договор о сотрудничестве с городом Пон-Сент-Мари (Франция).

## История
Аштарак имеет тысячелетнюю историю. Об этом свидетельствуют статуи бронзового века, поселения, гробницы и другие памятники. В армянских источниках город упоминается с IX века. В древности он входил в регион Айрарат и Арагацотн Великой Армении.
Между XI и XV веками весь регион Арагацотн вместе с остальными историческими территориями Армении пострадал от вторжений сельджуков, монголов, Ак-Коюнлу и Кара-Коюнлу.
В 1555 году Аштарак перешёл под власть персов и пострадал от разрушительных последствий турецко-персидских войн XVI—XVII веков. Жители города не были в числе армянских переселенцев на территорию Персии в 1604—1605 гг. (см. Великий сургун).
В 1760—1770 годах на Аштарак несколько раз нападали лезгины.
Во время Русско-персидских войн 1804—1813 и 1826—1828 годов жители Аштарака поддерживали русские войска.
С 1930 по 1995 год Аштарак был центром Аштаракского района. В этот период в 1963 году Аштарак получил статус города.
В 1985 году в городе был основан футбольный клуб «Олимпия», который со временем стал один из лидеров армянской Премьер-лиги. В 2007 году клуб передислоцировался в Ереван и с того времени базируется там.
После обретения Арменией независимости в 1991 году Аштарак стал центром вновь образованной области Арагацотн в результате реформы территориального управления 1995 года.
В наши дни Аштарак «перешагнул» на другой — левый берег реки Касах, через ущелье был перекинут новый красивый мост. Раньше использовался старый трёхарочный мост, расположенный выше по течению. Он был построен в XIII веке и реконструирован в 1664 году. Сейчас по этому мосту движение почти прекратилось, и он интересен лишь как исторический памятник.
На левобережном плато раскинулись корпуса Института радиофизики НАНА. В городе имеется Дом-музей писателя Перча Прошяна, красивый родник-памятник в честь героев Великой Отечественной войны и ряд старинных архитектурных сооружений.

## Население
По материалам сельско-хозяйственной переписи населения 1922 года по Армении, в городе число армян составляло 5120 человек и курдов-езидов — 47. Всего — 5167 человек..

## Исторические памятники и достопримечательности
Из исторических памятников Аштарака наиболее достопримечательными являются церкви Циранавор, Кармравор, Маринэ. Циранавор («Оранжевая») датируется V веком; она стоит на скалистом берегу реки Касах, в полуразрушенном состоянии; от окончательной гибели её предохраняют каменные подпорки с трёх сторон. Церковь представляет базиличное сооружение, внутри разделенное колоннами на три нефа. Снаружи она была обведена двумя кольцами стен; следовательно, она одновременно служила и в качестве крепости. Поэтому Циранавор назывался также Покаберд («Крепость Пока»). В северо-западной части Аштарака стоит сравнительно молодая церковь Маринэ. Её возвели в 1821 году, а в 1836 году. надстроили колокольню. На южном фасаде сохранились солнечные часы. Большой интерес представляет церковь Кармравор («Красная») постройки VII века. Это единственный в Армении памятник, черепичная кровля которого уцелела до наших дней. Черепица была накрепко вдавлена в известковый раствор и прибита гвоздями. По периметру стен снаружи высечена надпись, в которой говорится о жителях села, чьими средствами создана часовня, о трудностях прокладки оросительного канала. Внутри здания царит полумрак: посетитель с трудом разглядывает полуколонны по стенам и арки, на которых покоится восьмигранный барабан, увенчанный куполом. Декоративных украшений очень мало, но тем не менее Кармравор оставляет неизгладимое впечатление.
В городе сохранилось множество древних построек:
- Церкви Циранавор (V век, арм. Ծիրանավոր), Кармравор (VII век, арм. Կարմրավոր), Спитакавор (V—VI века., арм. Սպիտակավոր).
- Церковь Св. Саркиса (XII век)
- Церковь Св. Марине (1271)
- Мост через реку Касах (1664), рядом с которым сохранились остатки более старого моста.
- Кладбище с хачкарами (XVI—XVIII века)

С конца XVIII века на смену низким деревенским постройкам приходят 1—2 этажные строения.
- Церковь Циранавор V век
- Церковь Спитакавор, V—VI вв.
- Церковь Кармравор VII век
- Церковь Св. Саркиса, XII век
- Мост через реку Касах 1664 г.
- Церковь Св. Марине, 1271 г.
- Памятник на главой площади Аштарака
- Дореволюционная застройка улицы Нерсеса Аштаракеци
- Вид на город с улицы Хачатура Абовяна
- Областной суд Арагацотнского марза
- Мост середины XVII века

## Экономика
Город ориентирован на переработку сельскохозяйственного сырья, главным образом винограда, на базе которого работает винный завод, производящий креплёные вина типа «херес».

## Известные уроженцы
Аштарак — родина одного из классиков армянской литературы Перча Прошяна (1837—1907), описавшего жизнь и быт армянской деревни. Его романы: «Сос и Вардитер», «Из-за хлеба», «Унон», «Шаэн», «Начало родов» широко популярны и переведены на другие языки. Также в Аштараке появились на свет писатель Вардкес Петросян, поэты Смбат Шаазиз и Геворг Эмин, католикос всех армян Нерсес Аштаракеци.
В Аштараке родились известные учёные-академики — биолог Норайр Сисакян и лингвист Григорий Капанцян.

## Города-побратимы
- Альфорвилль (Франция) с 1993 года